# Daxi He
Daxi He (kinesiska: 大溪河) är ett vattendrag i Kina. Det ligger i storstadsområdet Chongqing, i den sydvästra delen av landet, omkring 87 kilometer öster om det centrala stadsdistriktet Yuzhong.
Genomsnittlig årsnederbörd är 1 493 millimeter. Den regnigaste månaden är maj, med i genomsnitt 235 mm nederbörd, och den torraste är januari, med 22 mm nederbörd.